# 球磨村立一勝地第二小学校俣口分校
球磨村立一勝地第二小学校俣口分校（くまそんりつ いっしょうちだいにしょうがっこう またぐちぶんこう）は、かつて熊本県球磨郡球磨村一勝地甲にあった小学校の分校。
2010年（平成22年）3月末をもって閉校し、球磨村立一勝地第二小学校本校（一部の区域）とともに、「球磨村立渡小学校」へ統合された。

## 概要
歴史
1882年（明治15年）に柳詰小学校（球磨村立一勝地第一小学校の前身）の分教場として創立。1930年（昭和5年）の移管により、松谷尋常高等小学校（球磨村立一勝地第二小学校の前身）の分校となった。2001年（平成13年）から休校、2010年（平成22年）3月末に閉校し、118年の歴史に幕を下ろした。
校章・校歌
球磨村立一勝地第二小学校#概要を参照。

## 沿革
- 1882年（明治15年） - 「柳詰小学校 俣口分教場」として創立。
- 1894年（明治26年） - 「柳詰尋常小学校 俣口分教場」に改称。
- 1896年（明治29年） - 「一勝地尋常小学校 俣口分教場」に改称。
- 1904年（明治37年） - 「一勝地尋常高等小学校 俣口分教場」に改称。
- 1930年（昭和5年）8月 - 移管により、「松谷尋常高等小学校 俣口分教場」に改称。
- 1941年（昭和16年）4月1日 - 国民学校令施行により、「一勝地村松谷国民学校 俣口分教場」に改称。
- 1947年（昭和22年）4月1日 - 学制改革により、新制小学校「一勝地村立松谷小学校 俣口分校」に改称。
- 1954年（昭和29年）4月1日 - 3村（一勝地・渡・神瀬）合併により「球磨村」が発足。「球磨村立一勝地第二小学校 俣口分校」（最終名）に改称。
- 2001年（平成13年）4月1日 - 休校となる。
- 2010年（平成22年）3月31日 - 球磨村立渡小学校への統合により閉校。

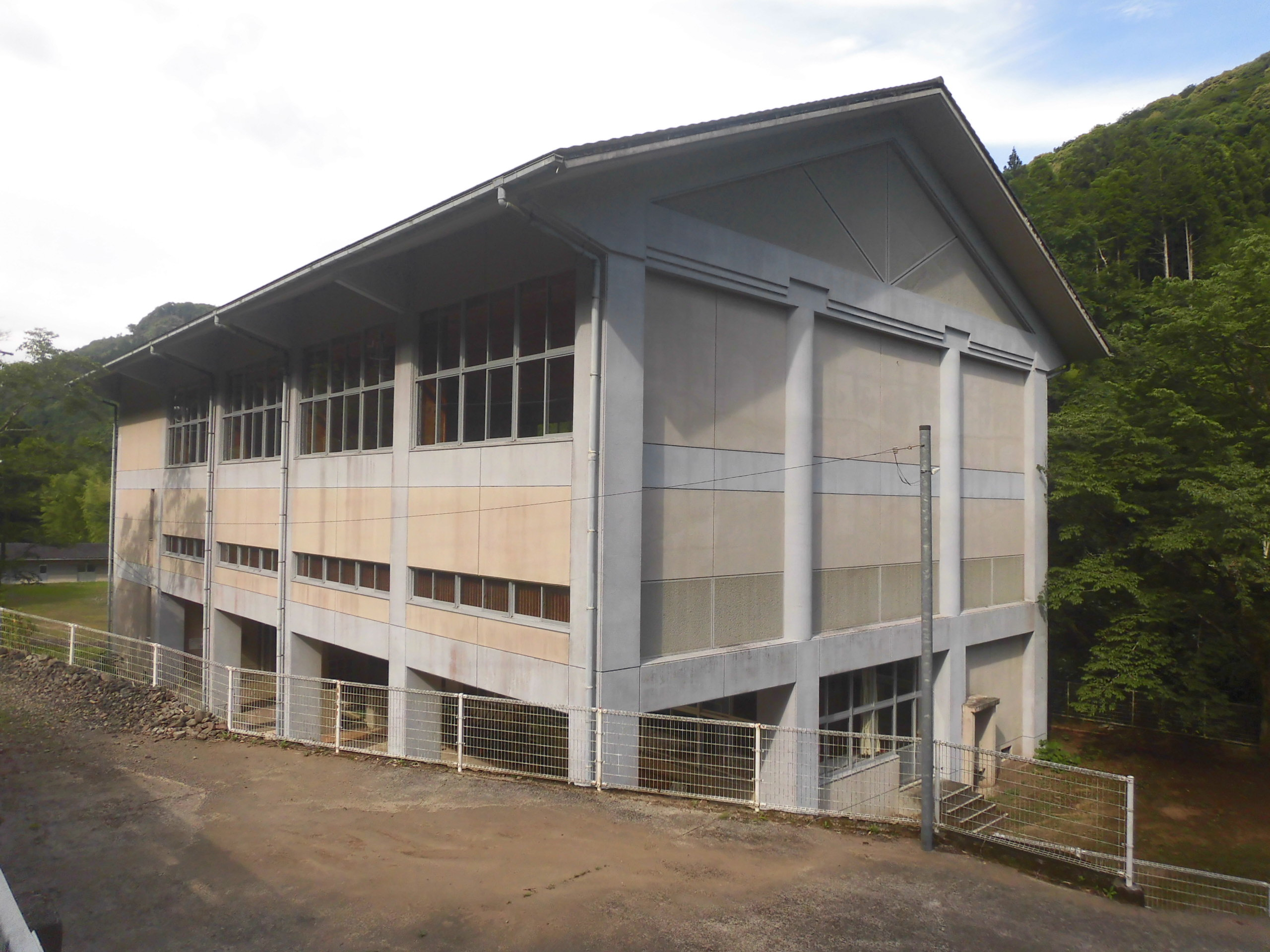
校舎 （1階教室 2階以上体育館）
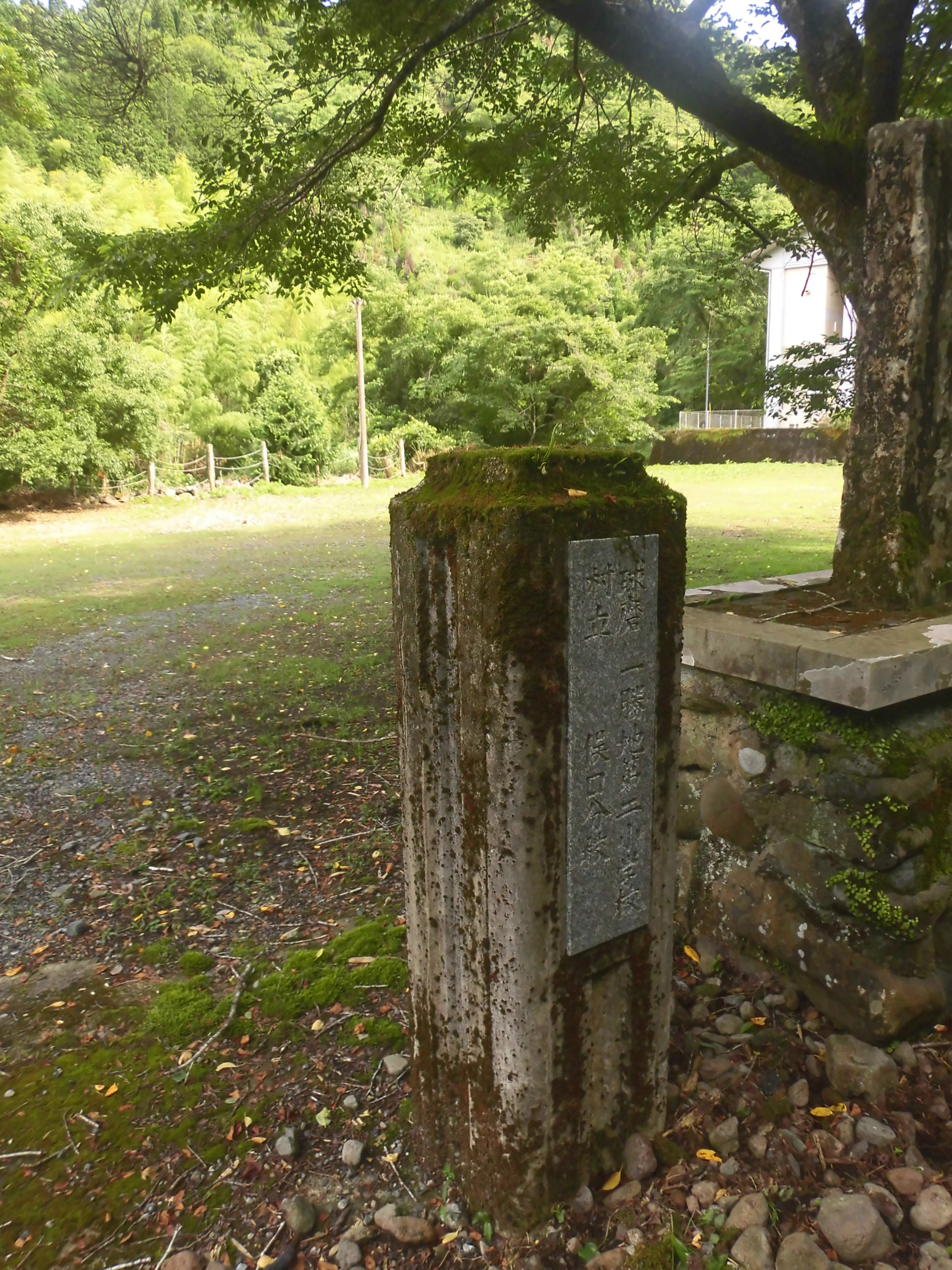
正門門柱
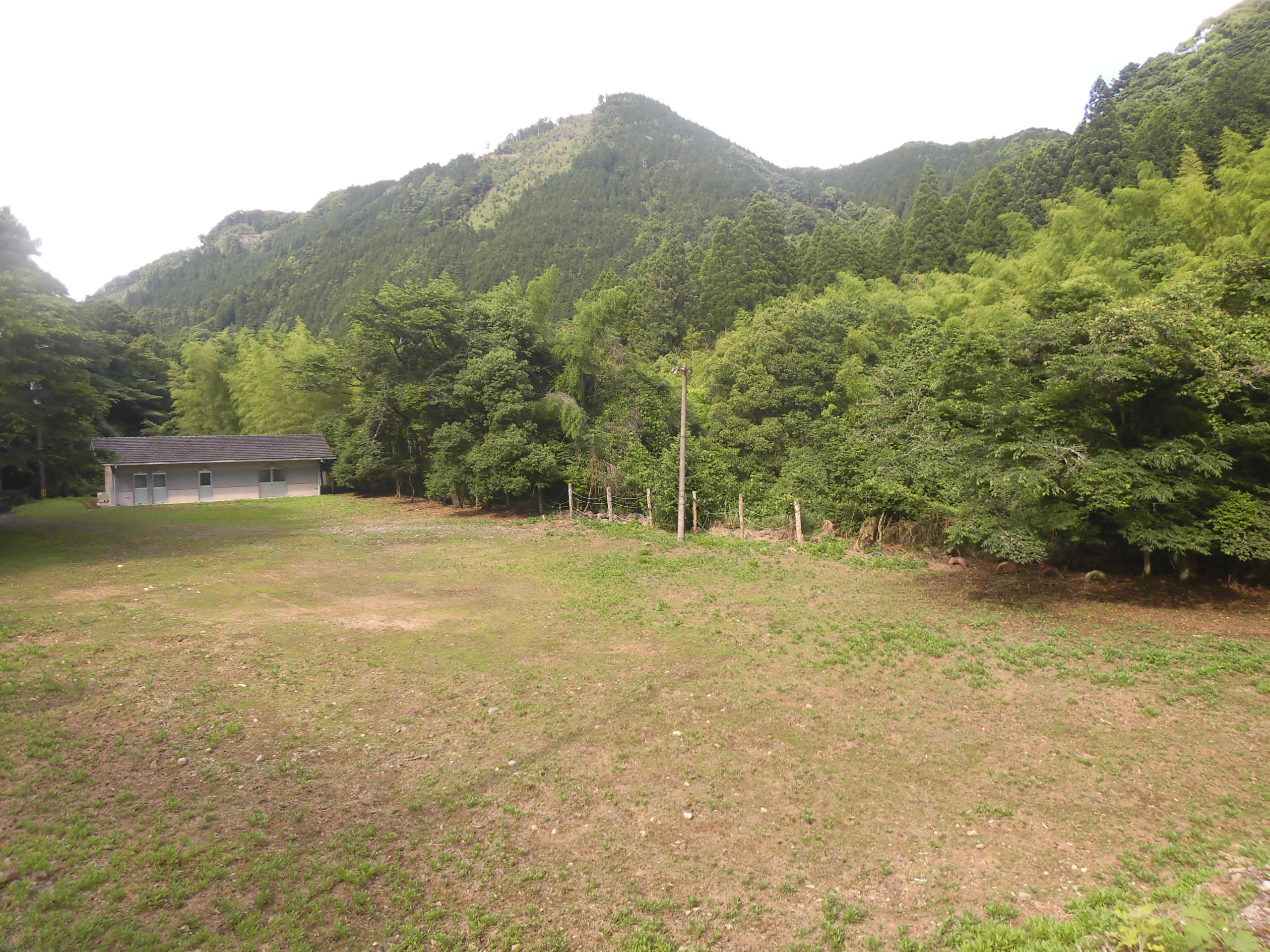
運動場
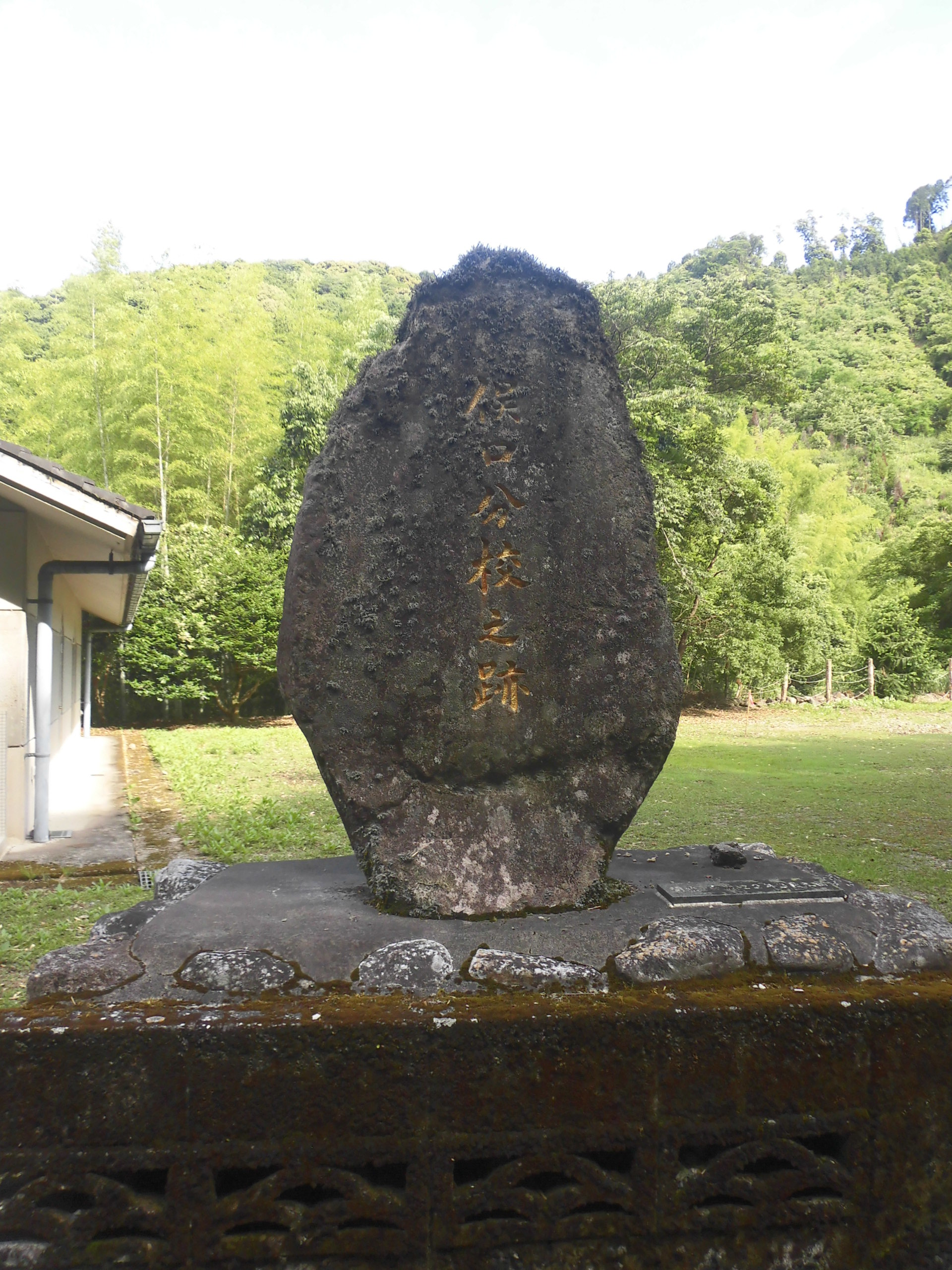
閉校記念碑

## 周辺
- 那良川